# Гавдида Наталія Іванівна
Наталія Іванівна Гавдида (нар. 4 листопада 1974, м. Тернопіль) — український філолог, громадська діячка. Дружина Івана Гавдиди. Депутат Тернопільської обласної ради (2006—2009).

## Життєпис
Закінчила Тернопільський педагогічний інститут (1996, нині національний педагогічний університет).
Працювала вчителем української мови та літератури в Тернопільській українській гімназії (1996—2001).

## Нагороди
Відзнака «Галицький лицар-2003»

## Доробок
Автор та співавтор публікацій у наукових збірниках, пресі. Діяльна в Тернопільськім культурнім-просвітнім товаристві «Вертеп» (від 1993).